# Championnat du monde féminin de rink hockey 2017
Navigation
Championnat du monde féminin 2016 World Cup 2019
La 14e édition du championnat du monde, désormais appelé World Cup, est intégrée à la première édition des World Roller Games et se déroule simultanément avec les autres championnats du monde de rink hockey. 

## Acteurs du championnat

### Équipes qualifiées
Huit équipes de deux continents participent à la compétition. Les pays qualifiés sont les 8 premiers du championnat du monde 2016. L'Europe est le continent le plus représenté avec cinq sélections, devant l'Amérique du Sud et ses trois sélections. 
| Europe                                             | Amérique                         |
| -------------------------------------------------- | -------------------------------- |
| - Allemagne - Espagne - France - Italie - Portugal | - Argentine - Chili - États-Unis |

Un tirage au sort est effectué afin de constituer les groupes dont les participants sont les meilleures équipes des derniers mondiaux. Le tirage a lieu le 5 juillet 2017 au siège de la Fédération royale espagnole de patinage situé à Barcelone. Ce tirage est très clément pour les équipes espagnoles masculines et féminines qui ne rencontrent ni l'Argentine, ni l'Italie, ni le Portugal lors de la première phase du championnat. L'Argentine, quant à elle, trouve ce hasard « injuste », en effet les trois équipes la représentant sont dans les poules au niveau les plus élevés. L'entraineur argentin estime qu'en tant que champion du monde en titre, ils auraient dû bénéficier d'une entrée en jeu plus facile comme cela était auparavant le cas avec l'ancien format du championnat A. Avec le nouveau format, l'ensemble des adversaires du groupe du champion du monde figure parmi les huit meilleures équipes alors qu'auparavant la meilleure équipe qu'affrontait le champion du monde n'était classée que huitième. L'entraineur argentin souhaite que le système de détermination des groupes évolue.
| Groupe A        | Groupe B      |
| --------------- | ------------- |
| Espagne (1)     | Portugal (2)  |
| France (4)      | Argentine (3) |
| Allemagne (8)   | Chili (5)     |
| États-Unis (10) | Italie (7)    |

### Délégation
Délégation des sélections participantes.
Ariel Moreno est l'entraineur des Aguilas. 
L'équipe allemande ambitionne de remporter une médaille. 
L'équipe féminine française se prépare notamment avec cinq semaines de stage répartie sur juin, juillet et août. 
Le Chili qui a dû faire face à d'importantes difficultés financières dans la préparation de la compétition, réussi à envoyer trois sélections. Le 12 août 2017 av. J.-C., l'équipe chilienne joue deux matchs amicaux face à une sélection locale. L'équipe - mais sans les équipes autres équipes masculines de la délégation - rejoint deux jours plus tard Barcelone où se trouve les meilleurs joueurs du monde afin de poursuivre sa préparation. La sélection féminine arrive en Chine cinq jours avant le début des compétitions. 

## Déroulement

### Première phase

#### Groupe A
| Rang | Équipe     | Pts | J | G | N | P | Bp | Bc | Diff |  | Résultats  |  |   |   |   |
| ---- | ---------- | --- | - | - | - | - | -- | -- | ---- |  | ---------- |  | - | - | - |
| 1    | Espagne    |     |   |   |   |   |    |    |      |  | Espagne    |  | - | - | - |
| 2    | Allemagne  |     |   |   |   |   |    |    |      |  | Allemagne  |  |   | - | - |
| 3    | France     |     |   |   |   |   |    |    |      |  | France     |  |   |   | - |
| 4    | États-Unis |     |   |   |   |   |    |    |      |  | États-Unis |  |   |   |   |

#### Groupe B
| Rang | Équipe    | Pts | J | G | N | P | Bp | Bc | Diff |  | Résultats |  |   |   |   |
| ---- | --------- | --- | - | - | - | - | -- | -- | ---- |  | --------- |  | - | - | - |
| 1    | Portugal  |     |   |   |   |   |    |    |      |  | Portugal  |  | - | - | - |
| 2    | Chili     |     |   |   |   |   |    |    |      |  | Chili     |  |   | - | - |
| 3    | Argentine |     |   |   |   |   |    |    |      |  | Argentine |  |   |   | - |
| 4    | Italie    |     |   |   |   |   |    |    |      |  | Italie    |  |   |   |   |